# Francis Stacker Dutton
Pour les articles homonymes, voir Dutton.
Francis Stacker Dutton, né le 18 octobre 1818 à Cuxhaven (Allemagne) et mort le 25 janvier 1877 à Londres, est un explorateur et homme politique britannique, Premier ministre d'Australie-Méridionale en 1863 et 1865.

## Biographie
Né en Allemagne où son père est vice-consul de Grande-Bretagne, il fait ses études près de Berne en Suisse puis à Brême. Dès 1834, il se rend au Brésil puis, en 1839, rejoint ses frères, Hampden Dutton, Pelham Dutton et Frederick Dutton (en) à Sydney et les suit à Melbourne. Prospecteur, en 1843, il trouve des gisements de cuivre à Kapunda.
En 1849, il est élu au Conseil de commission à Adélaïde puis au Conseil législatif (1851-1857). Commissaire à l'immigration (1857-1859) dans le gouvernement Hanson, il devient Premier ministre en 1863 (4 au 15 juillet 1863) puis de nouveau en 1865 (22 mars-20 septembre 1865) et exerce aussi aux Travaux publics. Il devient ensuite le représentant de l'Australie du Sud à Londres.
Commandeur de l'Ordre de Saint-Michel et Saint-Georges en 1872, on lui doit l'ouvrage South Australia and its Mine (1846).
Jules Verne le mentionne dans son roman Les Enfants du capitaine Grant (partie 2, chapitre XIV).
Le Eremophila duttonii (en) a été nommé en son honneur,.